# 붉은부리찌르레기
붉은부리찌르레기(Spodiopsar sericeus)는 농경지, 초지, 인가 주변에서 생활한다. 나무 위에서 열매나 곤충을 먹거나 초지, 농경지에서 곤충을 잡아먹는다. 부리는 붉은색이며 끝부분은 검은색이고, 다리는 주황색이다. 첫째날개깃 기부에 흰색 반점이 있다. 허리와 아래꼬리덮깃은 회색이다. 홍채는 암갈색이다. 수컷의 머리는 엷은 황갈색 또는 황백색으로 개체에 따라 차이가 있다. 몸 윗면은 청회색이다. 날개와 꼬리는 어두운 녹색 광택이 있는 검은색이다. 멱과 윗가슴은 머리와 같이 탁한 황갈색 또는 황백색이다. 앞가슴과 가슴옆은 청회색이며 배는 탁한 흰색이다. 암컷은 전체적으로 갈색을 띤다. 등 부분이 수컷과 달리 갈색이다. 첫째날개깃 기부에 흰색 반점이 있다. 턱선은 불명확한 갈색이며, 부리는 수컷보다 색이 엷다. 중국 남동부에서 서식하는 텃새이며, 일부는 베트남 북부에서 월동한다. 우리나라에서는 2000년 4월 강화도에서 수컷 1개체가 처음으로 관찰된 이래, 제주도 및 경기도 파주, 의왕, 전라북도 군산 등지에서 서식 및 번식이 확인되었다.